# Rubeosaurus
Rubeosaurus ("ostružiníkový ještěr") byl rod rohatého dinosaura (ceratopsida), žijícího v období svrchní křídy na území dnešní Montany (USA).

## Rozměry
Tento středně velký ceratopsid dosahoval délky kolem 5 až 6 metrů a hmotnosti asi 2000 kg. Byl tedy zhruba stejně velký jako jeho nejbližší příbuzní z řad ceratopsidů.

## Historie objevu
Typový druh rodu Rubeosaurus byl popsán již v roce 1930 (jako Styracosaurus ovatus). V roce 2010 byl pak přeřazen pod nový rod (Rubeosaurus). Jedním z autorů popisu je také známý paleontolog Jack Horner, který mj. působil jako poradce při natáčení Jurského parku. Tito rohatí dinosauři žili asi před 74,6 milionu let a jejich fosilie byly objeveny v souvrství Two Medicine.
Výzkum z roku 2019 dokládá, že styrakosauři měli velmi variabilní tvar lebečního límce i ornamentace na něm. Rubeosaurus proto může být ve skutečnosti jen mladším synonymem rodu Styracosaurus.
Brachyceratops, formálně popsaný roku 1914 z Montany, může být ve skutečnosti mládětem tohoto rodu.
Některé fosilie tohoto rodu byly roku 2020 přeřazeny do samostatného taxonu Stellasaurus ancellae.